# Flashback (berättarteknik)
För andra betydelser, se Flashback.
Flashback (svenska: återblick) är en berättarteknik som används inom film, teater och skönlitteratur där den kronologiska framställningen avbryts för att en kortare stund återge händelser som har inträffat tidigare. Motsatsen är flashforward.
En flashback gör det möjligt för författaren att berätta om en händelse från det förflutna. Författare och regissörer använder tekniken i sina berättelser för
att ge sammanhang och bakgrund för en aktuell händelse. Återblicken visar något om historien som läsaren inte vet. Berättartekniken kan användas för att förklara en karaktärs beteende. Flashbacks brukar användas i samband med olyckor, våld och stridssituationer. Genom tekniken får läsaren reda på information som gör det betydligt enklare att få en förståelse för berättelsen. Berättartekniken introduceras i filmen eller texten med hjälp av olika metoder såsom minnen, drömsekvenser eller plötslig hågkomst.

## Skillnad mellan återblick och utläggning
En korrekt återblick är när berättelsen går tillbaka i tiden och visar en scen i sin helhet, det vill säga med alla dialoger och åtgärder som inträffade. I texter kan även en utläggning ske. Utläggningen innebär att man berättar information som har skett. Om utläggningen är lång kallas den ibland för ”Info Dump”.
”Undvik återblickar till varje pris!” är ett citat som de flesta författare känner till. Om en flashback hanteras på fel sätt kan den skapa förvirring, minska läsarens intresse, bromsa flödet i din berättelse eller medföra andra problem.
Dock kan en flashback ibland vara nödvändig. Det kan vara det enda verktyget författaren har för att förtydliga eller berätta information som läsaren behöver
veta för att få förståelse. En flashback kan även användas för att skapa spänning. Istället för att direkt förmedla informationen i händelsen, kan
författaren undanhålla den tills vidare och därmed ge läsaren ökat intresse och vilja att läsa vidare.

## Flashbackeffekter
I filmer och TV-serier används massor av tricks för att skilja flashbacks från den ”nutida berättelsen”. Det trick som de flesta regissörerna använder sig av är att uttryckligen skriva med hjälp av en undertext eller en berättarröst till exempel ”För sju år sedan”. Ett annat trick är man tillämpar en ljudeffekt av till exempel harpor eller klingande klockspel. Det finns även regissörer som justerar bildkvaliteten genom att göra den suddigare för att visa att händelsen var för några år sedan. Vissa regissörer lägger istället till en dimmig ram runt kanten på skärmen eller lägger till ett eko i karaktärernas röster. Även i böcker använder författarna sig av olika sätt för att underlätta för läsaren att uppmärksamma att det är en flashback. Ett vanligt sätt är att ändra typsnittet.

## Exempel på filmer
- Upp – I början av den animerade familjefilmen Upp visas en flashback från när huvudpersonen[7] Carl Fredriksson[8] var en ung pojke. Det visas när Fredriksson träffade en tjej och därefter gifte sig med henne. Återblicken visar även att han åldras med henne och att han en dag förlorar henne. Flashback-scenerna anses vara känslomässiga och grunden till filmens framgång.[7]

- The Men Who Stare at Goats – Filmen om kriget i Irak har en rad med flashbacks. De visar bland annat hur[7] Lyn Cassady (George Clooney) värvades av ”New World Army” (Militärt program) som utbildar soldater att använda psykiska krafter för att besegra sina fiender. I filmen visar flashbacks även hur många av soldaterna i det militära programmet träffades för första gången.[7]

- Gudfadern 2 – Flashbacks visar från när Michael Corleones pappa Vito levde och senare lämnade Sicilien i början av 1900-talet till när han etablerade familjen Corleone i New York 1925. Dessa skiljer sig från många andra flashbacks i filmer eftersom de visas i ungefär halva filmen.[9]

- Indiana Jones och det sista korståget – I början av filmen visas en återblick från Indiana Jones förflutna. I återblicken visas det hur han flyr med en artefakt (konstgjort föremål) från legosoldater och tar sig ombord på ett tåg där han sedan kryper genom en vagn som är full av ormar. Den visar även när han hittar en piska och använder den mot ormarna. I slutet av återblicken visas det att Jones är tvungen att ge upp och därmed ger tillbaka föremålet och i samband med det blir han fascinerad av en av legosoldaternas klädstil. återblicken visar en hel del om Jones bakgrund till exempel varför han är rädd för ormar, varför han har en piska som vapen och förklaringen till hans klädstil.[9]